# 科尔努德利亚德蒙特桑特
科尔努德利亚德蒙特桑特，是西班牙加泰罗尼亚塔拉戈纳省的一个市镇。总面积63平方公里，总人口859人（2001年），人口密度14人/平方公里。